# Wahlkreis Nr. 5 (Senat der Republik Polen)
Der Wahlkreis Nr. 5 (polnisch Okręg wyborczy nr 5) ist ein seit 2011 bestehender Wahlkreis für die Wahl des Senats der Republik Polen und wurde auf Grundlage des Kodeks wyborczy vom 5. Januar 2011 (Dz.U. 2011 nr 21 poz. 112) errichtet. Das Gebiet des Wahlkreises Nr. 5 war bis dahin ein Teil des Wahlkreises Nr. 2. Die erste Wahl, die im Wahlkreis stattfand, war die Parlamentswahl am 9. Oktober 2011.
Der Wahlkreis umfasst nach dem Anlage Nr. 2 (Załącznik nr 2) des Kodeks wyborczy in der letzten Bekanntmachung vom 22. Februar 2019 (Dz.U. 2019 poz. 684) die Powiate Dzierżoniowski, Kłodzki und Ząbkowicki der Woiwodschaft Niederschlesien (Województwo dolnośląskie).
Der Sitz der Wahlkreiskommission ist Wałbrzych.

## Wahlkreisvertreter
| WP    | Wahl | Senator | Senator                | Wahlkomitee                 |
| ----- | ---- | ------- | ---------------------- | --------------------------- |
| VIII. | 2011 |         | Stanisław Jurcewicz    | KW Platforma Obywatelska RP |
| IX.   | 2015 |         | Aleksander Jakub Szwed | KW Prawo i Sprawiedliwość   |

## Wahlergebnisse

### Parlamentswahl 2011
Die Wahl fand am 9. Oktober 2011 statt.
Nur Stanisław Jurcewicz bewarb sich als amtierender Senator des ehemaligen Wahlkreises Nr. 2 um eine weitere Amtszeit. Roman Ludwiczuk, Senator seit 2005, kandidierte nicht für eine dritte Amtszeit bei der Parlamentswahl. Jurcewicz setzte sich deutlich gegen Henryk Urbanowski, den ehemaligen stellvertretenden Bürgermeister von Kłodzko, und Jerzy Makarczyk, ehemaliger Richter am Europäischen Gerichtshof für Menschenrechte (1992–2002) und am Europäischen Gerichtshof (2004–2009), durch. Für Jurcewicz war es die 2. Amtszeit im Senat.
| # | Kandidat | Kandidat                  | Wahlkomitee                     | Stimmen | Prozent |
| - | -------- | ------------------------- | ------------------------------- | ------- | ------- |
| 1 |          | Stanisław Jurcewicz       | KW Platforma Obywatelska RP     | 49.054  | 42,69 % |
| 2 |          | Jerzy Michał Makarczyk    | KWW Rafał Dutkiewicz            | 16.573  | 14,42 % |
| 3 |          | Aleksander Niedzielski    | KW Sojusz Lewicy Demokratycznej | 14.037  | 12,21 % |
| 4 |          | Henryk Czesław Urbanowski | KW Prawo i Sprawiedliwość       | 26.233  | 22,83 % |
| 5 |          | Bogusław Grzegorz Wijatyk | KW Polskie Stronnictwo Ludowe   | 9.020   | 7,85 %  |

Wahlberechtigte: 280.739 – Wahlbeteiligung: 42,30 % – Quelle: Dz.U. 2011 nr 218 poz. 1295

### Parlamentswahl 2015
Die Wahl fand am 25. Oktober 2015 statt.
Stanisław Jurcewicz, amtierender Senator des Wahlkreises, kandidierte für eine weitere und somit seine 3. Amtszeit, musste sich aber knapp Aleksander Szwed, Kommunalbeamter und seit 2010 Mitglied des Kreistags von Kłodzki, geschlagen geben. Für Szwed ist es die 1. Amtszeit im Senat.
| # | Kandidat | Kandidat                 | Wahlkomitee                                  | Stimmen | Prozent |
| - | -------- | ------------------------ | -------------------------------------------- | ------- | ------- |
| 1 |          | Lubomir Piotr Danielczyk | KW Polskie Stronnictwo Ludowe                | 8.214   | 7,11 %  |
| 2 |          | Andrzej Ireneusz Hordyj  | KWW JOW Bezpartyjni                          | 15.238  | 13,18 % |
| 3 |          | Stanisław Jurcewicz      | KW Platforma Obywatelska RP                  | 38.327  | 33,16 % |
| 4 |          | Aleksander Jakub Szwed   | KW Prawo i Sprawiedliwość                    | 39.803  | 34,44 % |
| 5 |          | Anita Joanna Zabiegała   | KKW Zjednoczona Lewica SLD+TR+PPS+UP+Zieloni | 13.994  | 12,11 % |

Wahlberechtigte: 272.988 – Wahlbeteiligung: 43,78 % – Quelle: Dz.U. 2015 poz. 1732